# Hylaea reducta
Hylaea reducta là một loài bướm đêm trong họ Geometridae.